# Лисичка желтеющая
Лиси́чка желте́ющая (лат. Cantharéllus lutéscens) — вид базидиомицетовых грибов, относящийся к роду Лисичка семейства Лисичковые (Cantharellaceae).

## Описание
Плодовые тела в виде шляпки на ножке, при этом границы между шляпкой и ножкой нет. Шляпка 1—6 см в поперечнике, сначала выпуклая, затем уплощённая, с волнистым краем, с возрастом становится вдавленной и воронковидной. Верхняя поверхность покрыта коричневатыми чешуйками или волосками, фон жёлто-коричневый.
Ножка 2—5 см длиной и 0,1—1,5 см толщиной, часто сплюснутая, оранжевая, сначала с губчатой мякотью, затем полая.
Спороносная поверхность грязно-жёлто-коричневая до бежевой, обычно гладкая, реже со слабо выраженными складками.
Мякоть светло-бежевая или светло-оранжевая, без особого вкуса и запаха.
Споровый отпечаток оранжевато-бежевый, споры 9—11×6—7,5 мкм, эллиптические, гладкостенные.
Хороший съедобный гриб.

### Сходные виды
- Cantharellus tubaeformis (Bull.) Fr., 1821 — Лисичка трубчатая — с более развитыми складками на спороносной поверхности.

## Распространение и экология
Встречается группами и в сростках, на замшелой древесине во влажных хвойных лесах. Плодовые тела образуются с лета по начало осени.

## Синонимы
- Cantharellus aurora (Batsch) Kuyper, 1990
- Cantharellus xanthopus (Pers.) Duby, 1830
- Craterellus lutescens (Pers.) Fr., 1838

и другие.